# Liste der Gemeindeverbände im Département Vienne
Das Département Vienne liegt in der Region Nouvelle-Aquitaine in Frankreich. Es untergliedert sich in sieben Gemeindeverbände.
Siehe auch: Liste der Gemeinden im Département Vienne

## Gemeindeverbände

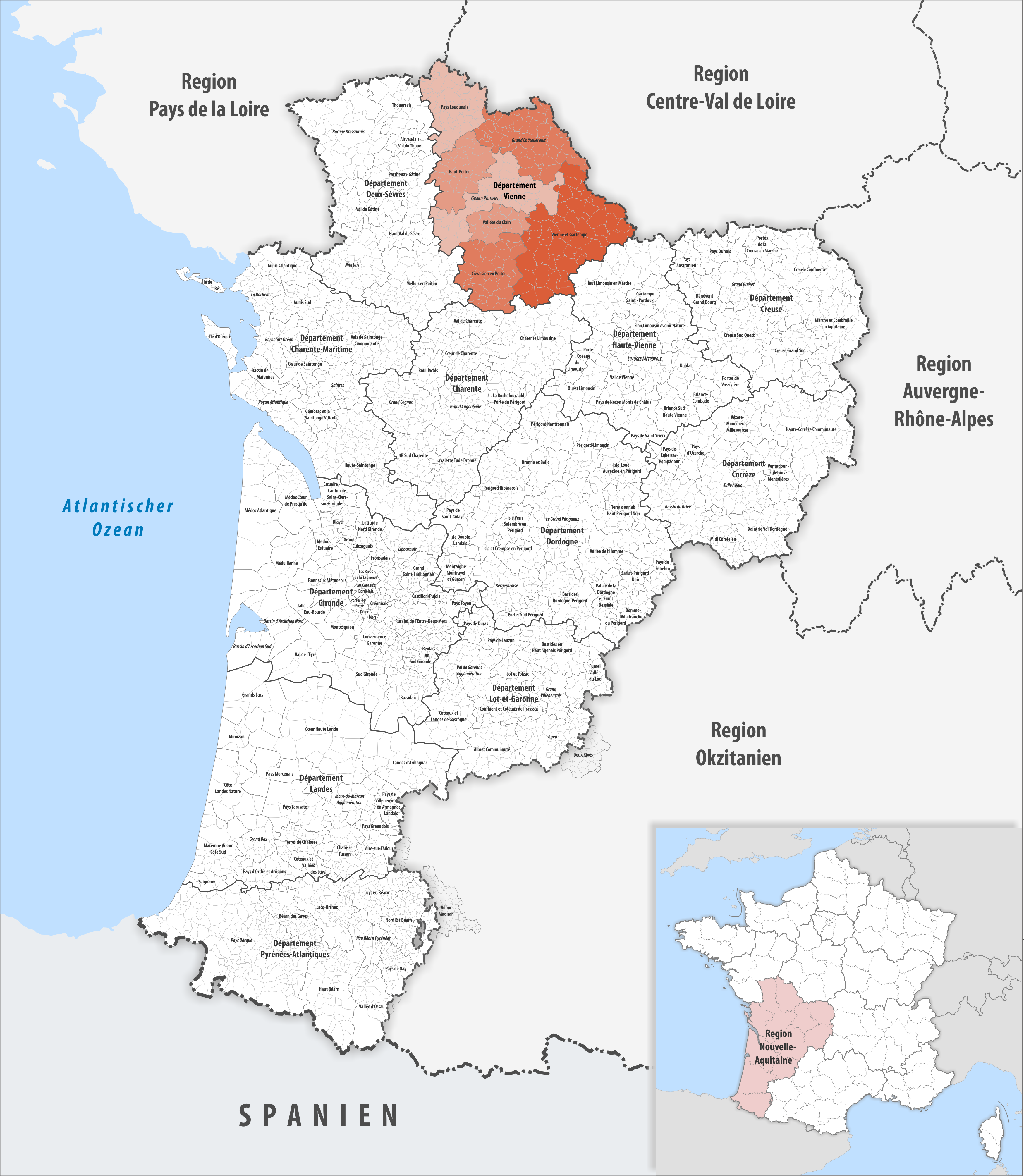
Gemeindeverbände im Département Vienne

| Gemeindeverband      | Gemeinden im Départ./Verband | Einwohner 1. Januar 2022 | Fläche km² | Dichte Einw./km² | SIREN- Nummer | Rechtsform                 | Gründungsdatum    |
| -------------------- | ---------------------------- | ------------------------ | ---------- | ---------------- | ------------- | -------------------------- | ----------------- |
| Civraisien en Poitou | 35/35                        | 26.737                   | 887,81     | 30               | 200 070 035   | Communauté de communes     | 1. Januar 2017    |
| Grand Châtellerault  | 47/47                        | 82.964                   | 1.133,85   | 73               | 248 600 413   | Communauté d’agglomération | 24. Dezember 1993 |
| Grand Poitiers       | 40/40                        | 196.849                  | 1.064,70   | 185              | 200 069 854   | Communauté urbaine         | 1. Januar 2017    |
| Haut-Poitou          | 27/27                        | 41.934                   | 693,56     | 60               | 200 069 763   | Communauté de communes     | 1. Januar 2017    |
| Pays Loudunais       | 45/45                        | 24.352                   | 849,00     | 29               | 248 600 447   | Communauté de communes     | 28. August 2001   |
| Vallées du Clain     | 16/16                        | 27.158                   | 373,26     | 73               | 200 043 628   | Communauté de communes     | 23. Januar 2013   |
| Vienne et Gartempe   | 55/55                        | 38.694                   | 1.988,26   | 19               | 200 070 043   | Communauté de communes     | 1. Januar 2017    |